# Parafia Przemienienia Pańskiego w Daniszewie
Parafia pw. Przemienienia Pańskiego w Daniszewie – parafia rzymskokatolicka należąca do dekanatu bodzanowskiego, diecezji płockiej, metropolii warszawskiej